# هيروكازو ياغي
هيروكازو ياغي (باليابانية: 八木弘和؛ بالكانا: やぎ ひろかず) هو متزلج قفز ياباني، ولد في 26 ديسمبر 1959 في يواشي في اليابان.

## وصلات خارجية
- هيروكازو ياغي على موقع الاتحاد الدولي للتزلج (القفز التزلجي) (الإنجليزية)
- هيروكازو ياغي على موقع أوليمبيديا (الإنجليزية)